# Leonardo AW159 Wildcat
Leonardo AW159 Wildcat (dříve znám též jako Future Lynx a Lynx Wildcat) je víceúčelový bojový vrtulník vyvinutý společností AgustaWestland (nyní Leonardo). Vrtulník slouží mimo jiné k ničení lodí a ponorek, nebo misím SAR. Stroj je komplexně modernizovanou verzí námořního vrtulníku Super Lynx. Právě vrtulníky Lynx nový typ nahrazuje v řadách britského námořnictva a armádního letectva. Dalšími uživateli typu jsou Korejská republika a Filipíny. Ještě v roce 2016 se AgustaWestland přejmenovala na Leonardo a její vrtulník na Leonardo AW159 Wildcat.

## Konstrukce

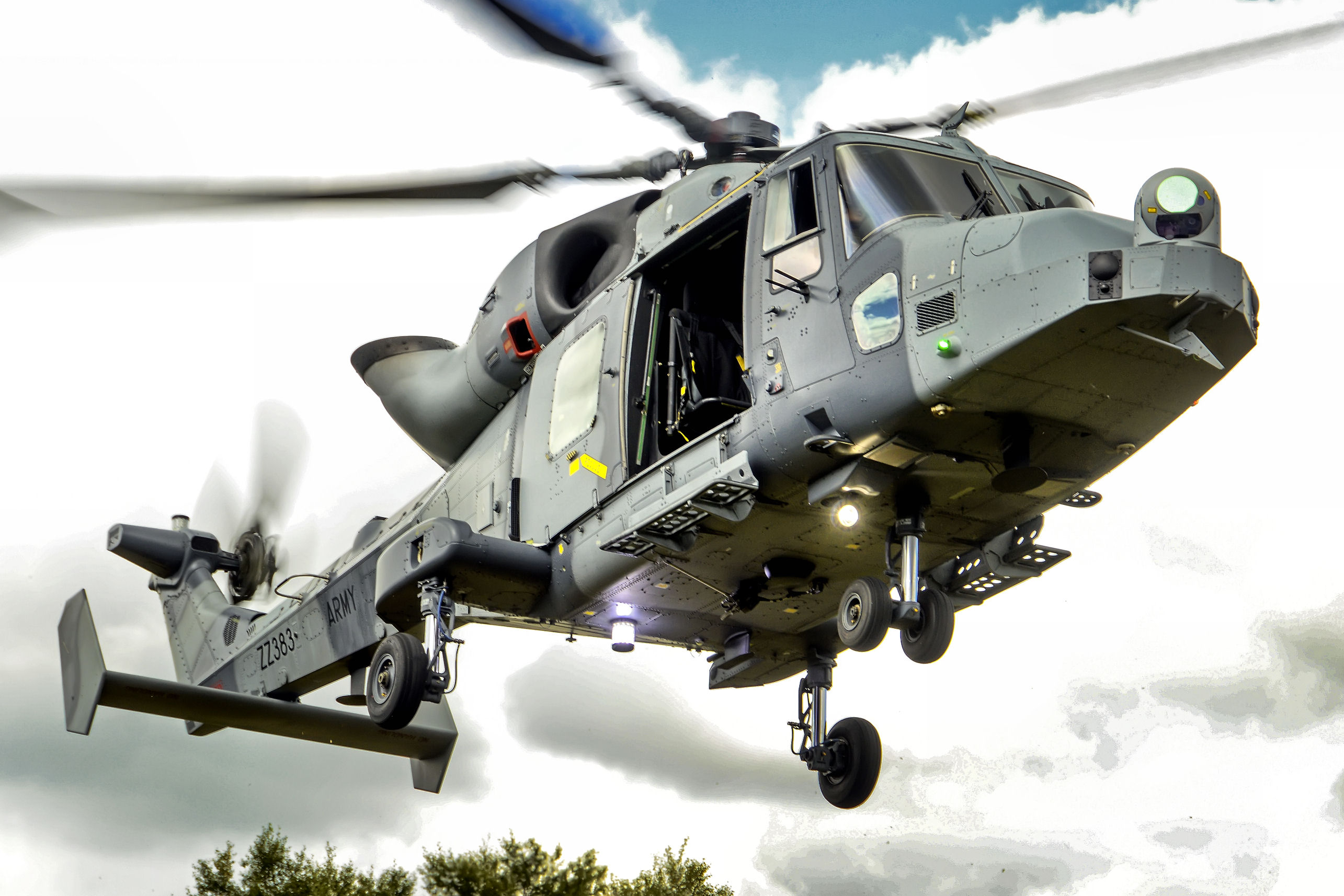
Britský armádní Wildcat HMA2

Do výzbroje britských vrtulníků Wildcat jsou integrovány perspektivní protilodní střely Sea Venom.

## Služba
Od prosince 2023 do června 2024 v Rudém moři operoval britský torpédoborec třídy Daring HMS Diamond s vrtulníkem Wildcat 815. perutě námořního letectva. Torpédoborec v oblasti zasahoval proti útočícím hútíjským střelám a dronům, přičemž Wildcat mimo jiné na základě dopadů do moře potvrzoval, že cíle byly skutečně zničeny. Jelikož Diamond využíval především nákladný protivzdušný systém Sea Viper, jeho posádka ve spolupráci s námořním letectvem vyvinula taktiku pro boj s drony pomocí z vrtulníku vypuštěných řízených střel Martlet. První zkušební sestřelení dronu pomocí Martletu proběhlo v říjnu 2024 na střelnici ve Walesu.

## Uživatelé
- Alžírsko

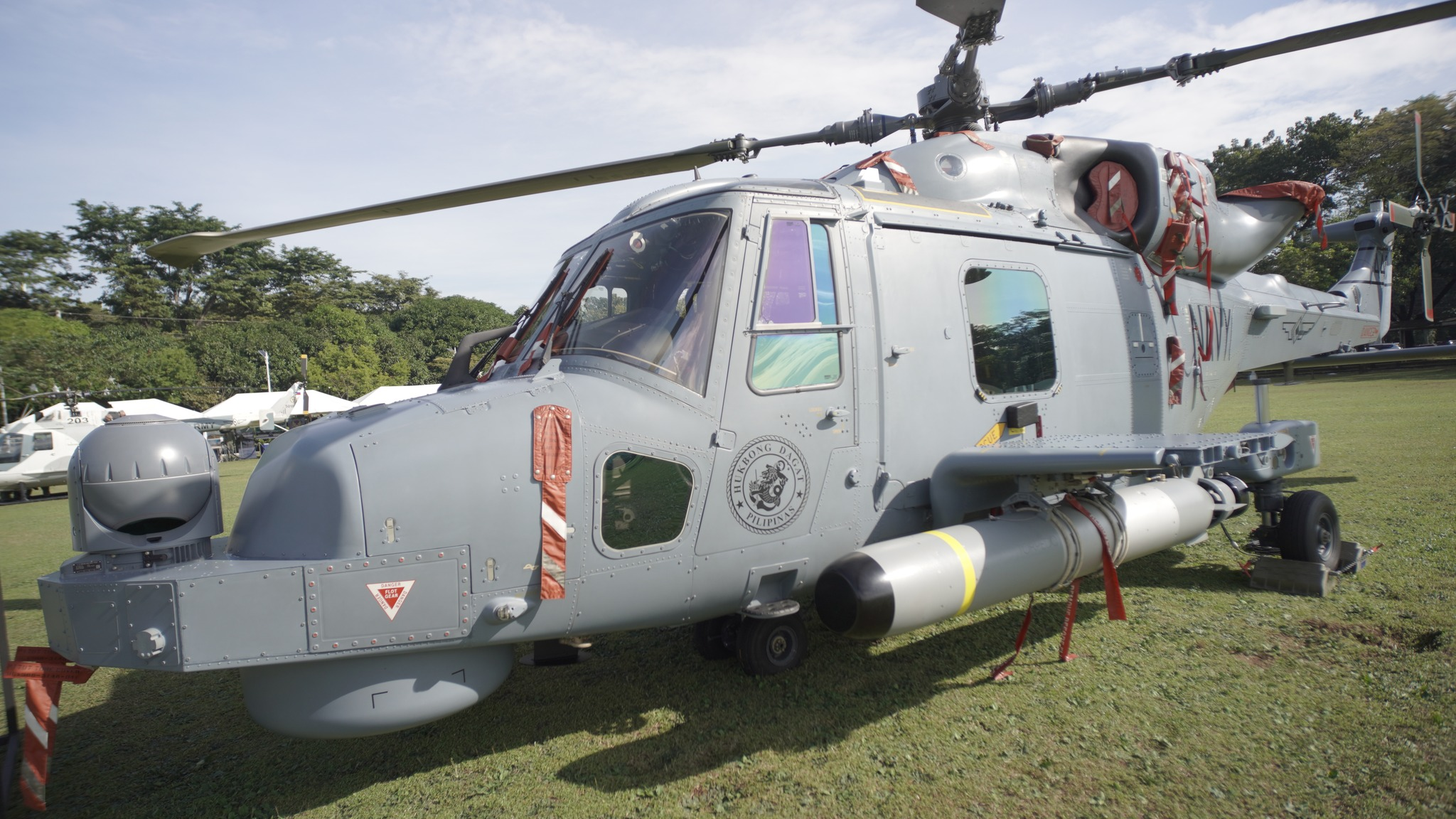
Wildcat filipínského námořnictva

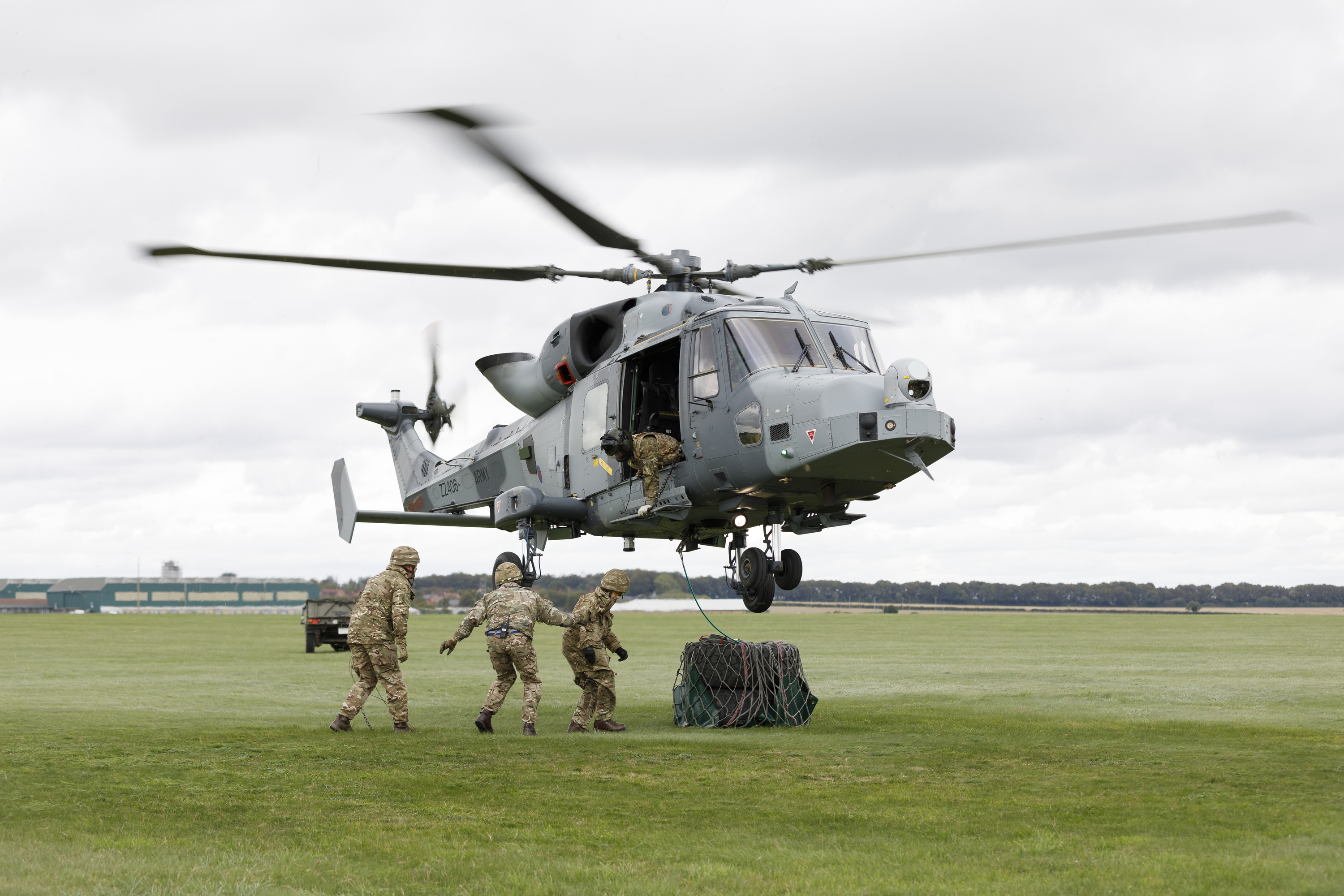
Wildcat britského armádního letectva

  - Alžírské námořnictvo – V březnu 2025 byly objednány tři vrtulníky Wildcat, které mají posílit fregaty třídy Adhafer. Dodány mají být do roku 2027.[4]

- Jižní Korea
  - Námořnictvo Korejské republiky – V roce 2013 bylo objednáno osm vrtulníků Wildcat. Poslední čtyři byly námořnictvu předány v prosinci 2016.[1] Jihokorejské vrtulníky jsou vybaveny radarem Seaspray 7400E, sonarem Thales FLASH, lehkými torpédy K745 Chung Sang Eo a 12,7mm kulomety.[5]

- Filipíny
  - Filipínské námořnictvo – Zakoupilo dva protiponorkové vrtulníky Wildcat pro fregaty třídy José Rizal.[6] Roku 2025 filipínské ministerstvo obrany potvrdilo plán na akvizici dalších šesti vrtulníků Wildcat.[7]

- Spojené království
  - Britské ozbrojené síly zakoupily celkem 62 vrtulníků Wildcat, z toho 28 armádních Wildcat HMA2 a 34 námořních Wildcat AH1.[8]
    - Army Air Corps – 652. a 661. peruť.[9]
    - Fleet Air Arm – 825. a 847. peruť.[9]

## Specifikace

### Technické údaje
- Posádka:
- Počet cestujících:
- Průměr hlavního rotoru:
- Délka (s rotorem):
- Výška:
- Plocha rotačního disku:
- Maximální vzletová hmotnost:

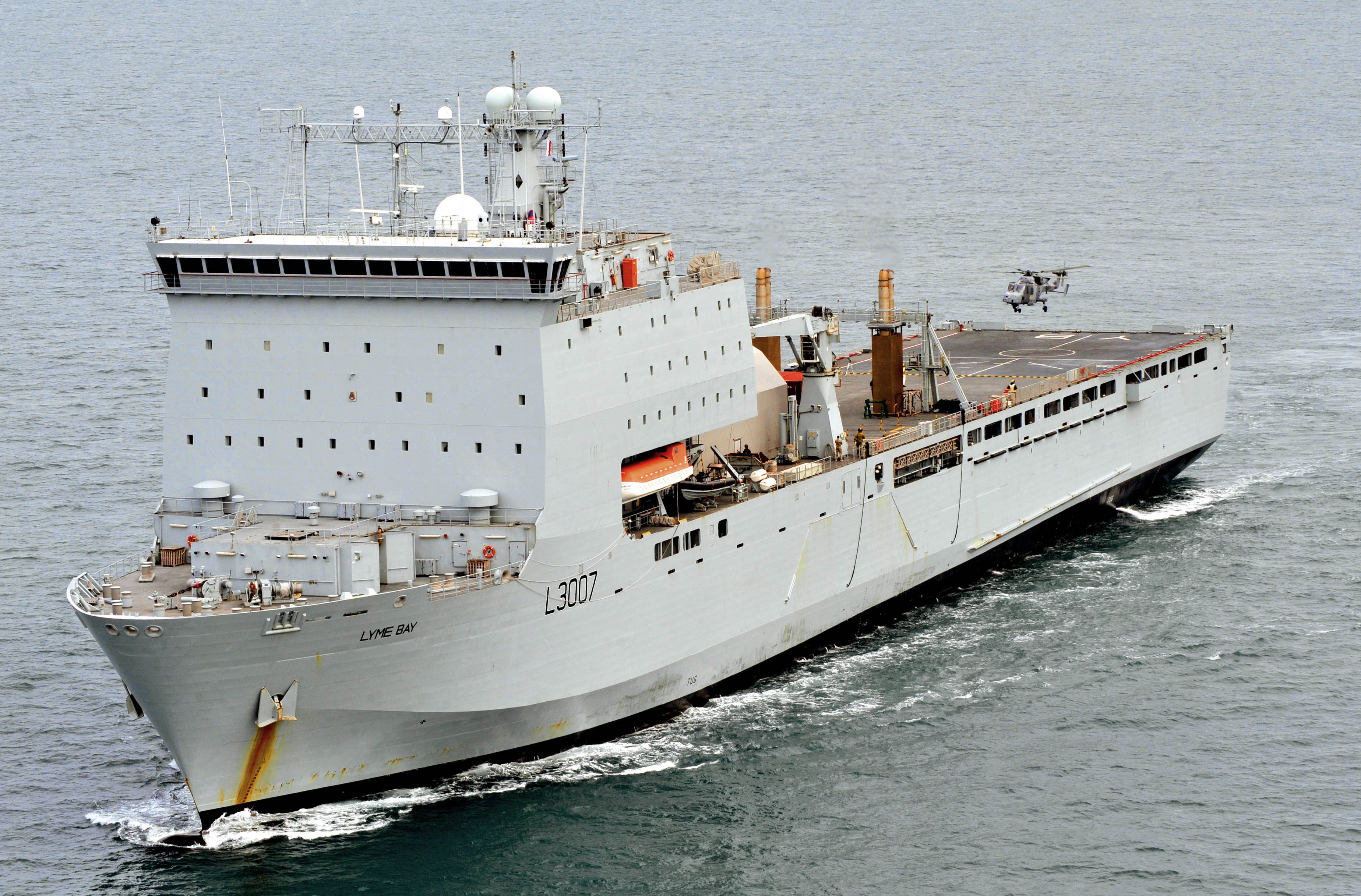
Wildcat přistává na palubě výsadkové dokové lodě RFA Lyme Bay

- Pohonná jednotka: 2 × turbohřídelový motor LHTEC CTS800-4N
  - Výkon pohonné jednotky: 1015 kW

### Výkony
- Maximální rychlost: km/h
- Dolet: km